# مارکوس کوریا دوس سانتوس
مارکوس کوریا دوس سانتوس (به پرتغالی: Marcos Corrêa dos Santos) هافبک اهل برزیل است که در شهر ریودو ژانیرو و در تاریخ ۲ اکتبر ۱۹۷۱ به دنیا آمده‌است.
مارکوس کوریا دوس سانتوس در تیم‌های فوتبال فلامینگو سابقهٔ حضور دارد.